# Guntersville
Guntersville é uma cidade localizada no estado americano do Alabama, no Condado de Marshall.

## Demografia
Segundo o censo americano de 2000, a sua população era de 7395 habitantes.
Em 2006, foi estimada uma população de 8009, um aumento de 614 (8.3%).

## Geografia
De acordo com o United States Census Bureau, a localidade tem uma área de 105,1 km², dos quais 61,2 km² cobertos por terra e 43,9 km² cobertos por água. Guntersville localiza-se a aproximadamente 197 m acima do nível do mar.

## Localidades na vizinhança
O diagrama seguinte representa as localidades num raio de 24 km ao redor de Guntersville.